# Pulse Ultra
Pulse Ultra war eine aus Montreal stammende kanadische Metal- und Rock-Band, die im Jahr 1997 gegründet wurde und sich 2004 auflöste.

## Geschichte
Dominic Cifarelli, in jungen Jahren Fan von Bands wie Pantera oder auch Dream Theater sowie dem Gitarristen Steve Vai, entstammt einer konservativen italienischen Familie in Montreal. Seinen Wunsch nach einer Gitarre enttäuschten die Eltern mit dem Weihnachtsgeschenk einer klassischen Gitarre. Trotzdem hielt ihn diese nicht ab, seinen Weg als Rockgitarrist zu gehen. Nachdem er und sein Freund Jeff Feldman (Bassist) in der zweiten Hälfte der 1990er Jahre verschieden musikalisch aktiv gewesen waren, beschlossen sie 1997 Pulse Ultra zu gründen. Als Schlagzeuger kam Maxx Zinno zur Besetzung. Die selbstkomponierten Lieder wurden aufgenommen und bei jeder sich bietenden Gelegenheit anderen vorgespielt. So angeblich auch auf einer Halloweenparty 1999, wo ein angetrunkener Gast dazu lauthals gesungen haben soll. Dieser Gast hieß Zo Vizza und wurde offizieller Sänger bei Pulse Ultra. Bei einem Treffen mit Taproot im Sommer 2000 anlässlich deren Gastspiels in Montreal, übergab Cifarelli der Band ein Demo. Durch den Manager von Taproot erreichte Pulse Ultra schließlich 2001 einen Plattenvertrag bei dem zu Atlantic Records gehörenden Label Velvet Hammer. Im folgenden Jahr arbeitete die Gruppe an neuen Liedern. Die Aufnahmen fanden in Los Angeles statt, mussten aber aufgrund des Todes von Vizzas Vater lange unterbrochen werden. Die Niedergedrücktheit des Sängers wirkte sich letztlich auf die Liedtexte aus. Trotz einer weiteren Verzögerung wegen einer Erkrankung, harrte man in Los Angeles aus und stellte das Debütalbum Headspace fertig. Es erschien am 16. Juli 2002. Der Tonträger war vom Taproot-Gitarristen Mike DeWolf produziert worden. Im Vorfeld der Veröffentlichung hatte man eine Tour mit American Head Charge und Gravity Kills bestritten. Später im Jahr war die Band sowohl auf dem amerikanischen als auch dem europäischen Ozzfest vertreten und war zudem auf dem Soundtrack zum Videospiel Need for Speed: Hot Pursuit 2 mit dem Lied "Build Your Cages zu hören. Es folgten noch Touren mit Taproot und Chevelle. Im Jahr 2004 kam es aufgrund persönlicher Differenzen zur Auflösung der Band. Obwohl Cifarelli ungute Gefühle mit Los Angeles verband und sich nicht hatte vorstellen können dort zu leben, zog er nach dem Ende von Pulse Ultra in die US-Rockmetropole und etablierte sich als Musiker und Songwriter.

## Stil
Laut MacKenzie Wilson von Allmusic wurden Cifarelli und Feldman durch Bands wie Limp Bizkit und Deftones beeinflusst. In seiner Rezension zum Album schrieb Brian O’Neill, ebenfalls von Allmusic, dass hierauf deutliche Post-Grunge-Einflüsse zu hören sind, wobei der Gesang an den des Bush-Sängers Gavin Rossdale erinnere. Auch liege ein Vergleich zu Creed nahe. In Liedern wie Put It Off immitiere man avantgardistische Momente von Tool, während Void eher Rap Metal von Incubus ähnele. Matthias Weckmann vom Metal Hammer bezeichnete die Musik des Albums als „New Rock“. Die Lieder hätten eine Melodieführung, die an Incubus erinnere. Es würden harte und weiche Elemente vermischt werden und auch von akustischen Instrumenten mache man gelegentlich Gebrauch. Muser9909 von ultimate-guitar.com ordnete die Band dem Alternative Metal zu, wie er auch von System of a Down und Deftones gespielt werde. Auf dem Album mische die Gruppe die progressiven Stücke von Tool mit Alternative-Metal-Momenten von Incubus. Der Gesang sei eine Kreuzung aus Brandon Boyd und Gavin Rossdale. Ähnlich wurde die Gruppe auch im Billboard Magazine vorgestellt, nämlich als eine Mischung aus Tool und System of a Down, nur nicht so progressiv wie die erstgenannte Band und nicht so schrill wie die letztgenannte. Pulse Ultra sah sich selbst als „Rockband mit einer Prise progressiver Elemente“.
In den Texten geht es um Sein und Schein und Selbstfindung. Auch das Gefühl der inneren Unzufriedenheit bei Erfüllung lang gehegter Träume, einem Fluch der kapitalistischen Gesellschaft, spielt eine große Rolle.

## Diskografie
- 2002: Headspace (Album, Atlantic Records)
- 2003: Pulse Ultra (DVD, Atlantic Records)